# Puente de Róntegui
El puente de Róntegui (en euskera, Arrontegi) es una construcción situada en la BI-30  en Vizcaya cruzando la ría del Nervión entre Baracaldo y Erandio.

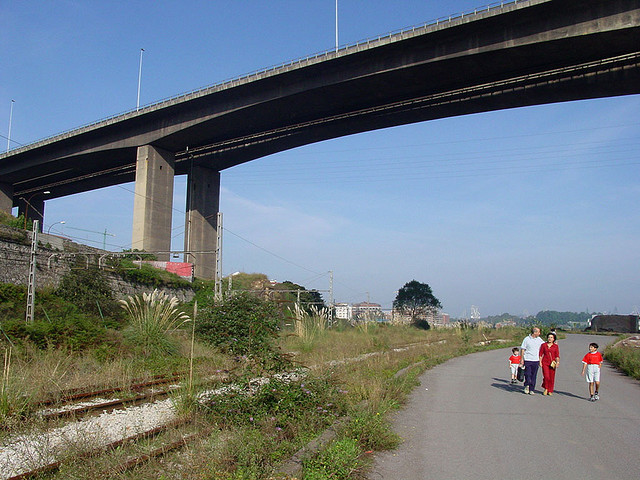
Vista desde Réqueta, Baracaldo.

Aunque el puente se construyó entre 1977 y 1979 por el ingeniero José Antonio Torroja, no se llegó a inaugurar hasta el 29 de abril de 1983 ya que no se habían completado sus accesos.
La existencia de los Astilleros Euskalduna y algún velero de gran porte, hizo defender la altura actual de este puente (teniendo que ascender la carretera N-637 varios metros hacia el barrio baracaldés de Róntegui), que, con el paso del tiempo, se demostró innecesaria según algunos expertos.
El viaducto consta de una calzada de cuatro carriles por sentido sin arcenes, con una longitud de 640 metros y una altura máxima de 41,63 m en pleamar. En 2008 se le hizo una revisión en profundidad ya que la circulación se eleva a 125 000 vehículos por día.